# Rhacophorus hungfuensis
Espèce
Synonymes
- Polypedates hungfuensis (Liu & Hu, 1961)

Statut de conservation UICN

 DD : Données insuffisantes
Rhacophorus hungfuensis est une espèce d'amphibiens de la famille des Rhacophoridae.

## Répartition
Cette espèce est endémique des provinces du Guangxi et du Sichuan en République populaire de Chine.

## Étymologie
Son nom d'espèce, composé de hungfu et du suffixe latin -ensis, « qui vit dans, qui habite », lui a été donné en référence au lieu de sa découverte, Hongfoshan, à proximité de Dujiangyan.

## Publication originale
- Liu & Hu, 1961 : Chinese tailless Amphibians. Science Press, Peking.